# Cúllar
Cúllar là một đô thị trong tỉnh Granada, Tây Ban Nha. Theo điều tra dân số 2005 (INE), đô thị này có dân số là 4898 người.
37°35′B 2°34′T / 37,583°B 2,567°T